# Amiran Karndanof
Amiran Karndanof (gr. Αμιράν Καρντάνοφ; ur. 19 sierpnia 1976) – grecki zapaśnik walczący w stylu wolnym. Trzykrotny olimpijczyk. Brązowy medalista z Sydney 2000; czwarty w Atenach 2004 i szesnasty w Atlancie 1996. Startował w kategorii 52–55 kg.
Siedmiokrotny uczestnik mistrzostw świata; czwarty w 1998; szósty w 2003. Wicemistrz Europy w 2001 i 2003 a brązowy medalista z 1998 i 2006. Mistrz igrzysk śródziemnomorskich w 2001 i czwarty w 2004. Zdobył złoty medal na MŚ juniorów w 1994 roku.
- Turniej w Atlancie 1996

Przegrał z Uzbekiem Adhamjonem Ochilovem i Amerykaninem Lou Rossellim i odpadł z turnieju.
- Turniej w Sydney 2000

Wygrał z Mongołem Tümendemberlijnem Dzüünbajanem, Irańczykiem Behnamem Tajjebim i Mołdawianinem Vitalie Raileanem. W półfinale przegrał z Azerem Namiqiem Abdullayevem a w meczu o trzecie miejsce pokonał Białorusina Giermana Kontojewa.
- Turniej w Atenach 2004

Wygrał z Turkiem Harunem Doğanem, Ormianinem Martinem Berberyanem i zawodnikiem Korei Północnej O Song-Namem. W półfinale przegrał z Rosjaninem Mawletem Batirowem a w meczu o trzecie miejsce z Japończykiem Chikarą Tanabe.